# Patxi Juaristi
Francisco Juaristi Larrinaga (Marquina-Jeméin, Vizcaya, 13 de abril de 1967), conocido como Patxi Juaristi, es un sociólogo, lingüista y profesor universitario español, actual vicerrector de la Universidad del País Vasco.
Actualmente es profesor titular de la Universidad del País Vasco y director de la cátedra Gabriel Aresti de estudios vascos de la Universidad del País Vasco. Es académico correspondiente de la Real Academia de la Lengua Vasca desde 2013.
Fue Director de Universidades del Gobierno Vasco entre 2005 y 2009.

## Biografía
Se licenció en sociología y ciencias políticas en la Universidad de Deusto. Posteriormente se doctoró en sociología en la Universidad de Deusto en 1995, con la tesis "Ondasunekiko harremanak Justo Mokoroaren Repertorio de locuciones del habla popular vasca esaera bilduman", dirigida por Francisco Garmendia.
Desde 1993 es profesor de sociología y ciencia política en la Universidad del País Vasco. Desde 1999 es profesor titular de ciencia política y de la administración en la Universidad del País Vasco.
Como profesor e investigador sus líneas de investigación se han centrado principalmente en el campo de la cultura vasca, la lengua vasca, la lingüística y la Guerra civil española. En el año 2002 recibió el premio de ensayo Mikel Zarate otorgado por la Real Academia de la Lengua Vasca por el libro Euskal Herria globalizazioaren aurrean: XXI mendean eragina izango duten zenbait eragileren azterketa (Bilbao Bizkaia Kutxa, 2001). Como investigador es integrante del Euskobarómetro, el grupo de análisis electoral la Universidad del País Vasco.
Desde el 2009 hasta el 2016 fue miembro del Comité de Ética para la Investigación con Seres Humanos (CEISH) de la Universidad del País Vasco. También fue miembro de la Junta de la Asociación Vasca de Sociología y Ciencia Política.
En 2013 fue nombrado académico correspondiente de la Real Academia de la Lengua Vasca por su estudio e investigación de la lengua vasca. Como académico, pertenece a la sección "Jagon" de la Real Academia de la Lengua Vasca. Es también miembro de la Sociedad de Estudios Vascos.
En 2017 fue nombrado vicerrector de la Universidad del País Vasco, con Nekane Balluerka como rectora de la universidad.
En el año 2017 fue nombrado miembro del Consejo Asesor del Euskera por el Gobierno Vasco, junto con otros miembros como Juanjo Álvarez o Koikili Lertxundi.
En el año 2023 la Universidad del País Vasco creó la cátedra Gabriel Aresti de estudios vascos, siendo Juaristi su director. También forma parte del equipo de la cátedra UNESCO de Derechos Humanos y Poderes Públicos de la Universidad del País Vasco.

## Director de Universidades
En el año 2005 Juaristi fue nombrado Director de Universidades del Gobierno Vasco, por el Consejero de Educación, Universidades e Investigación José Antonio Campos Granados. Fue nombrado como profesional independiente (sin adscripción política). Ostentó el cargo de alto cargo durante la VIII Legislatura del Gobierno Vasco (2005-2009). Como Director de Universidades tuvo que lidiar con el denominado "proceso de Bolonia" y la adaptación a él de todo el sistema universitario vasco.

## Publicaciones

### Libros
- Gerra Zibila Berriatuan eta Lekeitioko frontean: Berriatua Berrezarkuntzan, II Errepublican eta Gerra Zibilean, Universidad del País Vasco, 2014.
- Maiatzeko artoaren ardura eta bost seme-alaba dauzkana ez dago musika bila: euskaldunon postmaterialismoari buruzko gogoeta, Diputación Foral de Álava, 2010.
- Guerra Zibila, jendea da hila: "Guerra Zibilaren ondorioz hil ziren markinar eta xemeindarren omenez", Ayuntamiento de Marquina-Jeméin, 2008.
- Kontsumitzaileen eskubideak: aurrerapausoak, arrikuak eta konponbideak, Universidad de Deusto, 2005.
- Salgai: euskal kontsumo gizartea aztertzen, Alberdania, 2005.
- Gizarte ikerketarako teknikak: teoria eta adibideak, Universidad del País Vasco, 2003.
- Euskaldunak eta ondasunak, Pamiela, 2001.
- Euskal Herria globalizazioaren aurrean: XXI mendean eragina izango duten zenbait eragileren azterketa, Bilbao Bizkaia Kutxa, 2001.
- Euskal alfabetatzearen historia zenbait sortzaileren ahotan: (1960-1990), Labayru Ikastegia, 1997.
- Ondasunekiko harremanak Justo Mokoroaren Repertorio de locuciones del habla popular vasca esaera bilduman, Universidad de Deusto, 1996.